# 의주읍성
의주읍성(義州邑城), 또는 의주성(義州城)은 조선민주주의인민공화국 의주군의 외곽에 수축된 읍성으로 고구려 시대에 처음 쌓았던 성이다.

## 개요
현재는 성곽은 남아있지 않고 성벽이 수축되었던 터만 남아 있다. 의주읍성은 의주군을 둘러싼 성으로 둘레 약 8.3km에 달하며, 동, 서, 남, 북에 성문들이 설치되어 있으며 성 안에는 1개의 연못, 43개의 우물이 있었다 한다. 조선민주주의인민공화국 정부에서는 의주읍성을 국가지정문화재 보존급 제153호로 지정하였다. 현재는 성터만 남아 있다.
고구려 때 쌓은 성곽이지만 정확히 언제 축조되었는지는 알 수 없다. 이후 고구려와 발해를 거쳐 고려 초에도 서북을 개척한 북방 방어의 요새, 초소로 활용되었다. 고려는 고토수복 사업의 일환으로 의주를 회복한 뒤 성곽을 보수하고, 용만현 또는 화의로 불렸다. 15세기 중엽 의주에 진이 설치되었고, 1520년(중종 15) 평안도관찰사 안윤덕에 의해 성의 대대적인 개축, 개보수 및 및 확장 공사가 진행되었다. 신증동국여지승람에 의하면 1520년 무렵 개축된 성벽의 둘레는 2만 7,531자로서 종전 성 둘레의 거의 2배가 되었다고 한다.

## 같이 보기
- 의주군
- 의주남문
- 안윤덕

## 참고 문헌
- 고려사
- 고려사절요
- 신증동국여지승람
- 국조보감
- 중종실록